# Dodecatheon clevelandii
Dodecatheon clevelandii är en viveväxtart som beskrevs av Edward Lee Greene. Dodecatheon clevelandii ingår i släktet Dodecatheon och familjen viveväxter.

## Underarter
Arten delas in i följande underarter:
- D. c. clevelandii
- D. c. insulare
- D. c. patulum
- D. c. sanctarum
- D. c. gracile

## Bildgalleri

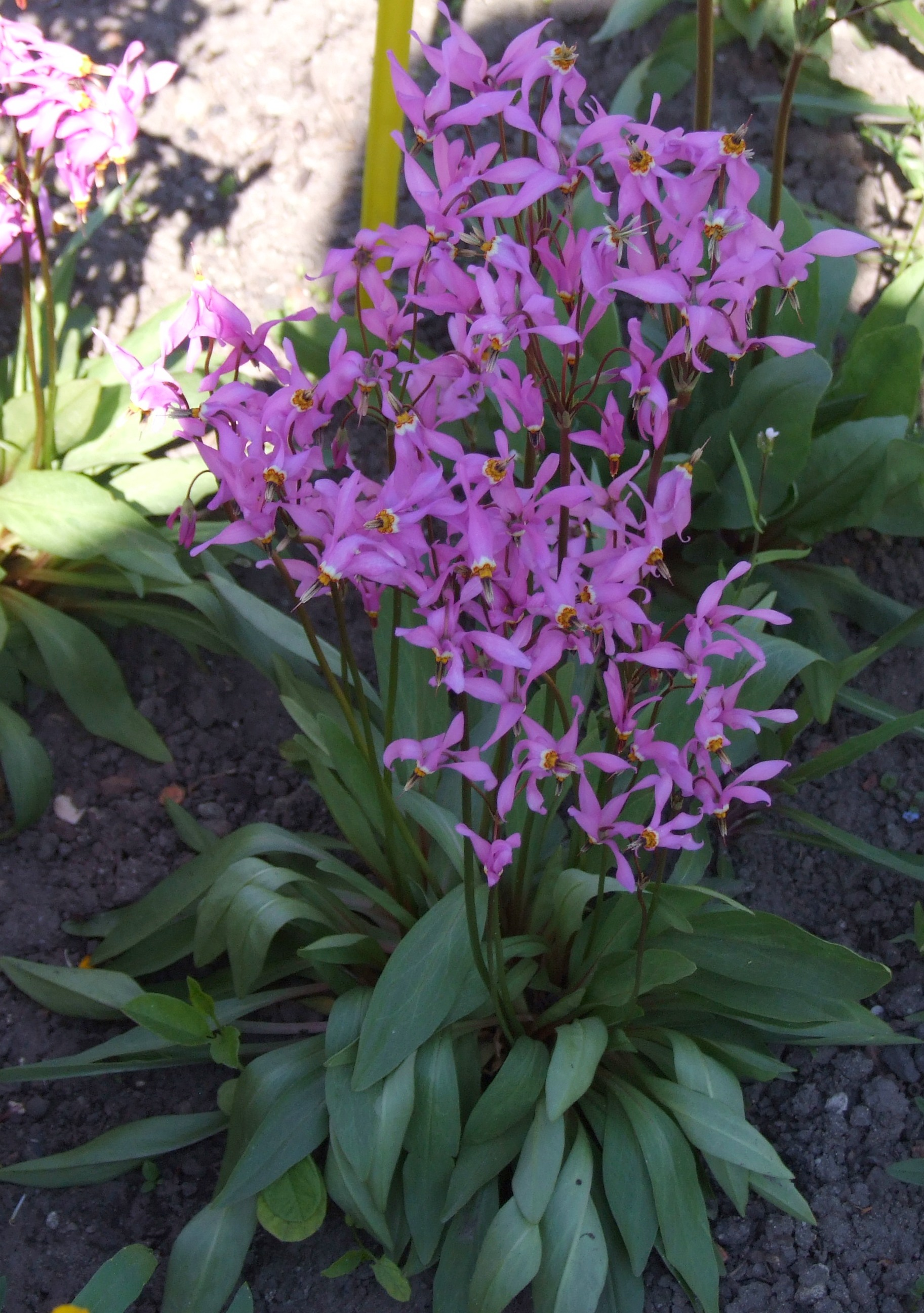
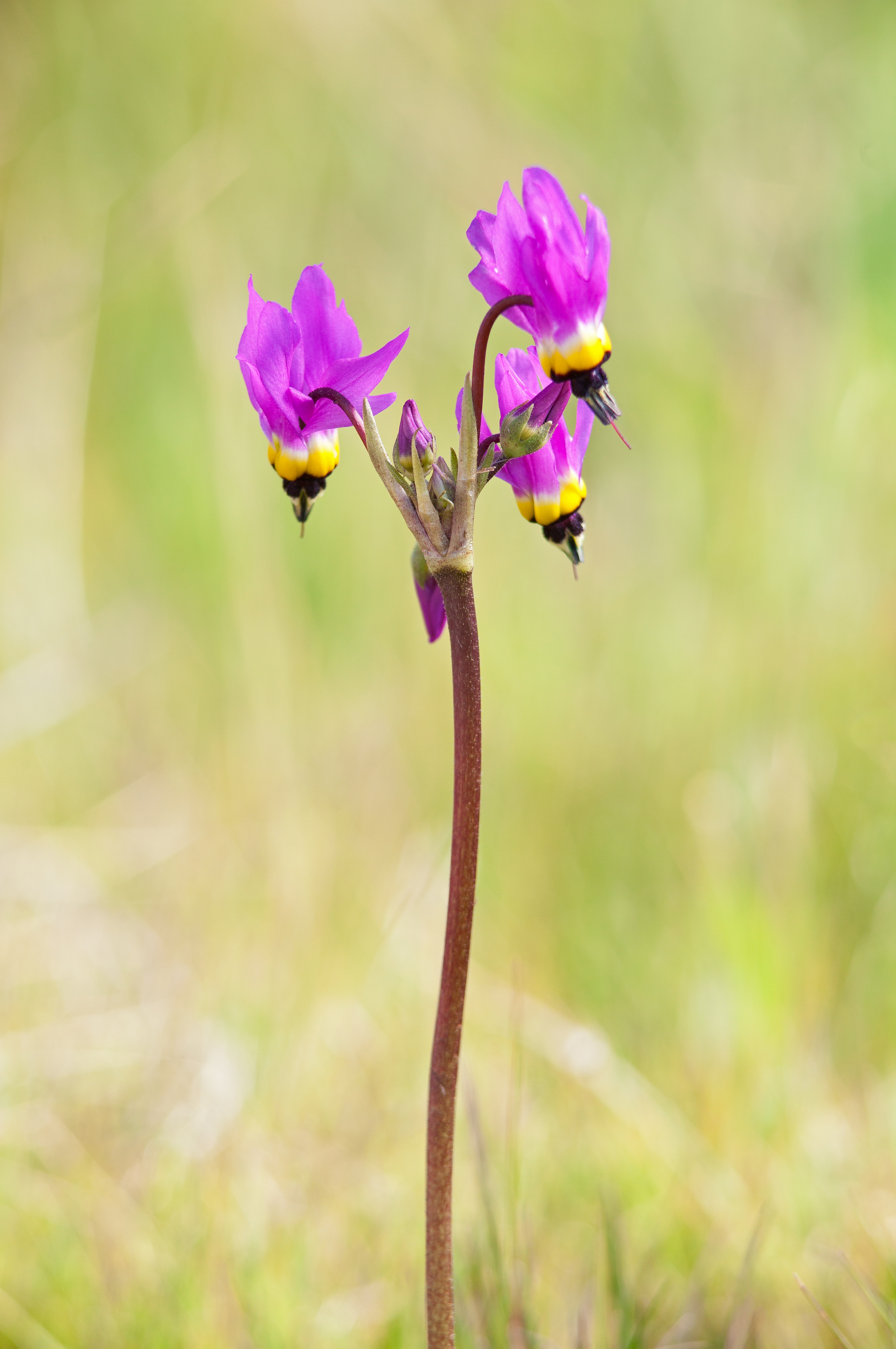
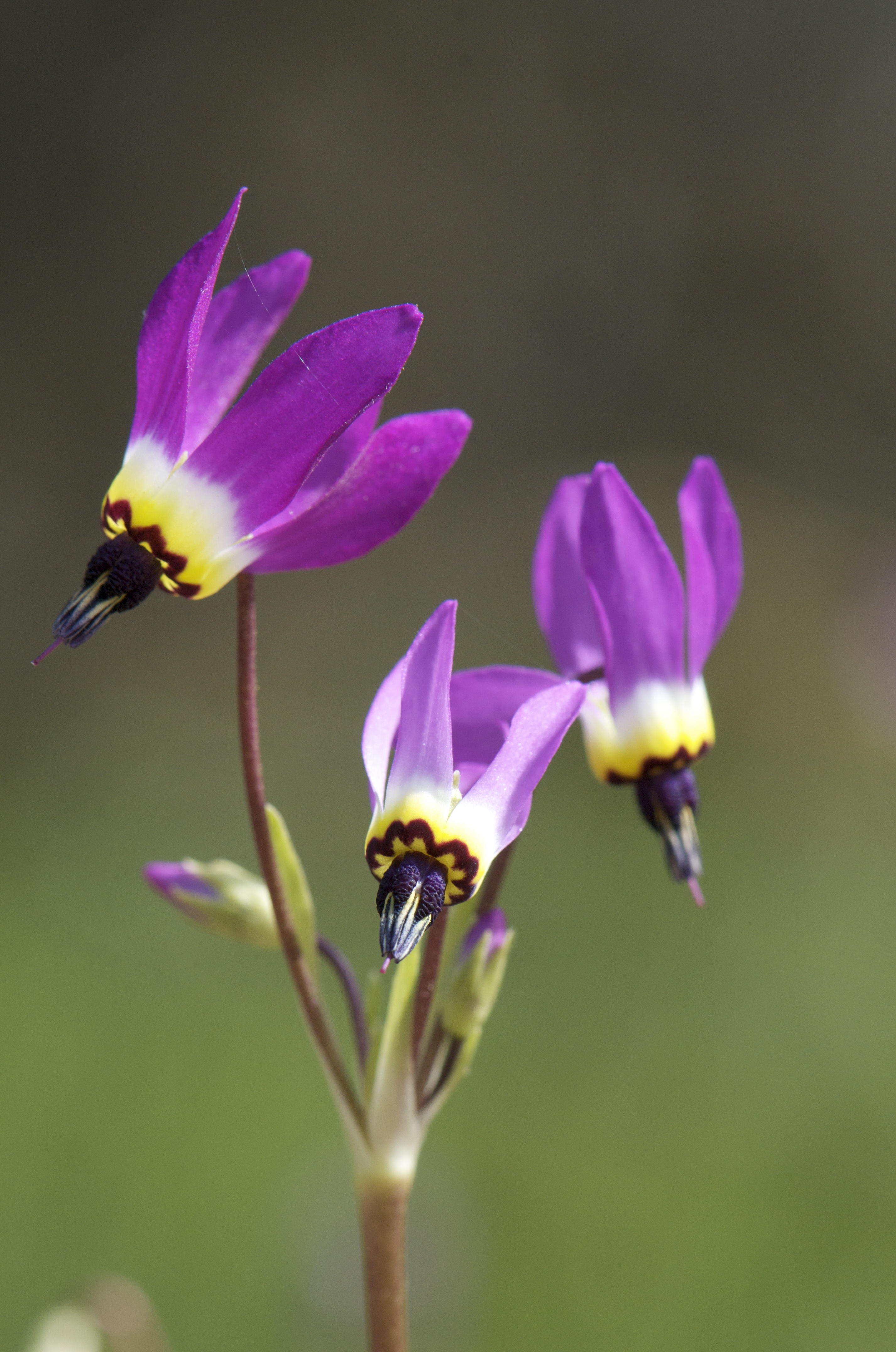
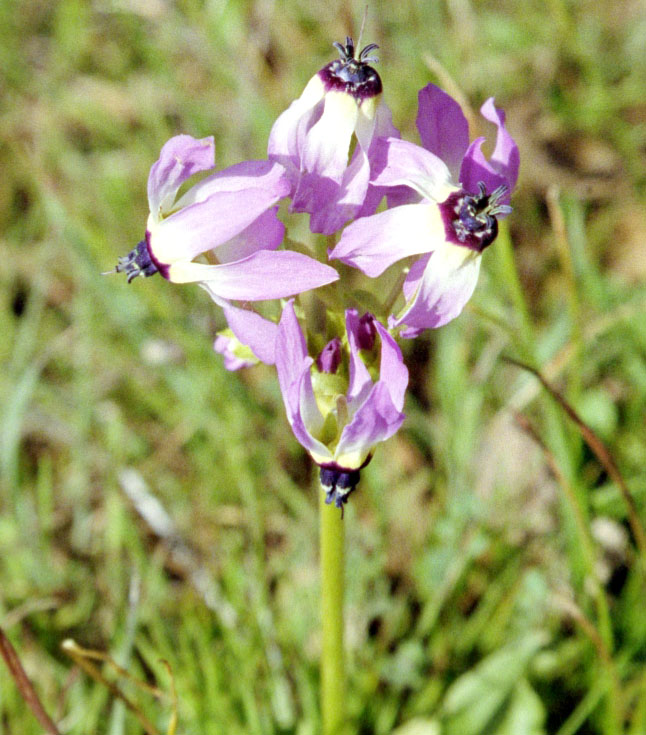
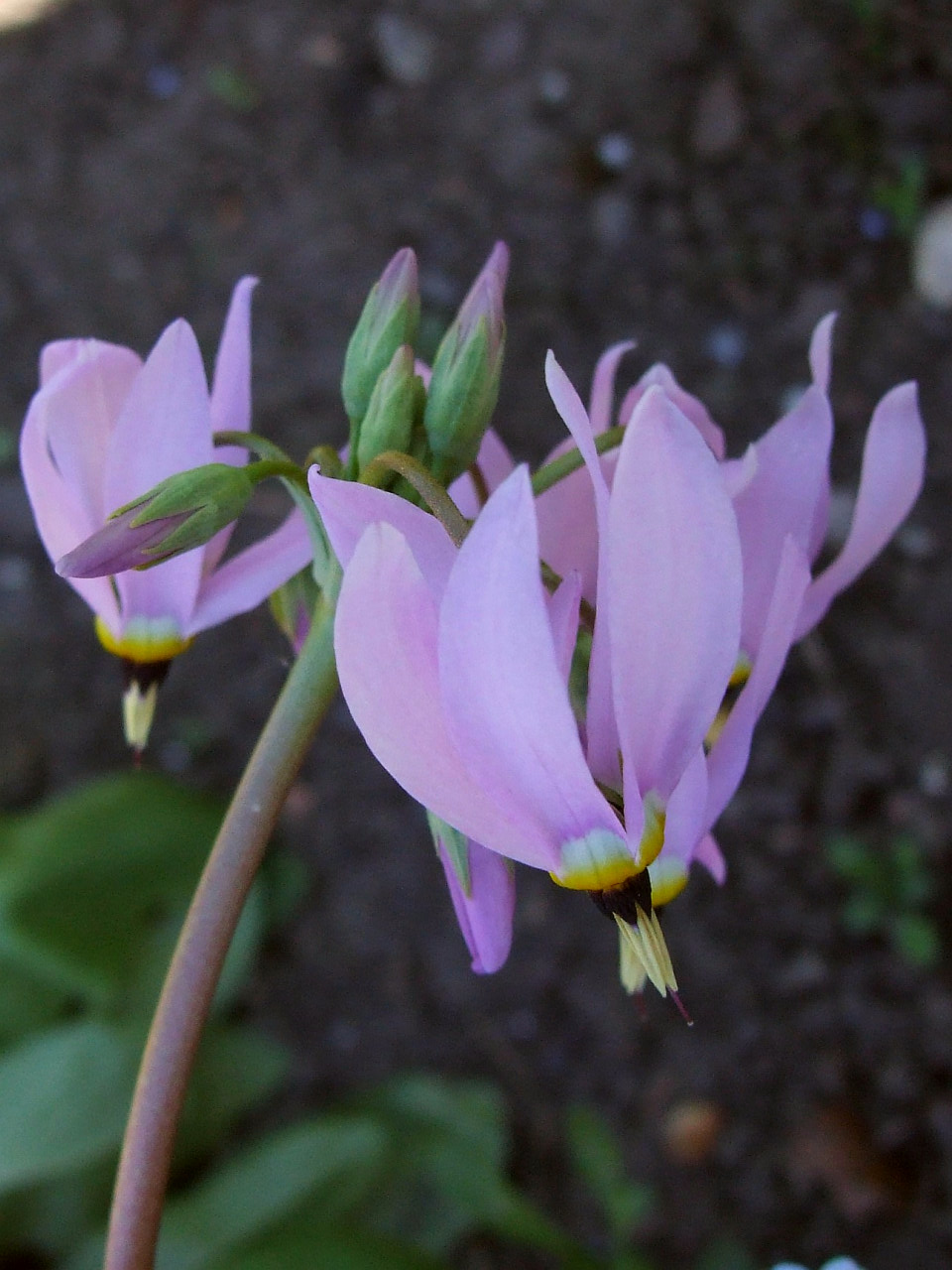